# Мсцишево
Мсцишево (пол. Mściszewo) — село в Польщі, у гміні Мурована Ґосліна Познанського повіту Великопольського воєводства.
Населення — 731 особа (2011).

## Демографія
Демографічна структура станом на 31 березня 2011 року:
|          | Загалом | Допрацездатний вік | Працездатний вік | Постпрацездатний вік |
| -------- | ------- | ------------------ | ---------------- | -------------------- |
| Чоловіки | 362     | 86                 | 254              | 22                   |
| Жінки    | 369     | 78                 | 231              | 60                   |
| Разом    | 731     | 164                | 485              | 82                   |